# 尚布勒托
尚布勒托（法語：Chambretaud，法語發音：[ʃɑ̃bʁəto]）是法国卢瓦尔河地区大区旺代省的一个旧市镇，位于该省东北部，属于永河畔拉罗什区。2019年，尚布勒托与市镇拉韦里合并为新市镇尚韦里。

## 地理
尚布勒托（46°55'18"N, 0°57'53"W）面积16.1 平方千米，位于法国卢瓦尔河地区大区旺代省，该省份为法国西部沿海省份，北起大西洋卢瓦尔省和曼恩-卢瓦尔省，西临大西洋，南至滨海夏朗德省，东部及东南部与德塞夫勒省接壤。
与尚布勒托接壤的市镇（或旧市镇、城区）包括：莱塞佩斯、拉戈布勒蒂耶尔、莱塞比耶、圣马洛迪布瓦、拉韦里。

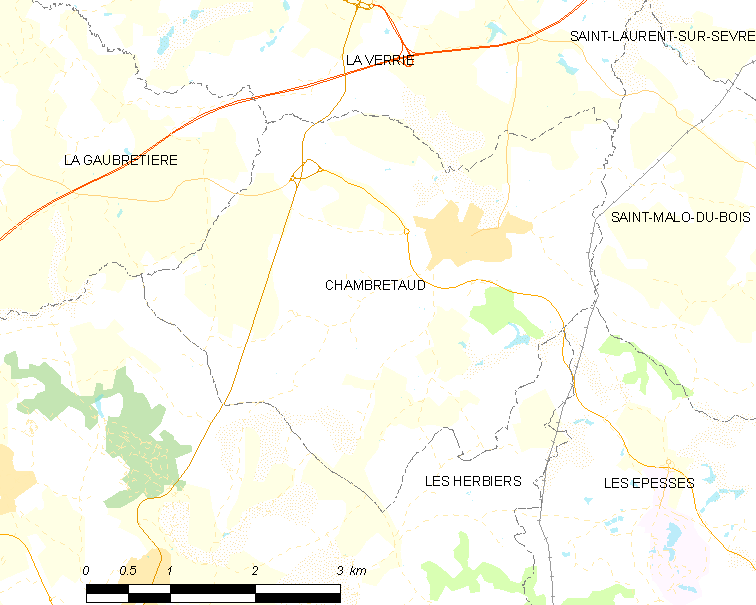
尚布勒托的OSM定位图

尚布勒托的时区为UTC+01:00、UTC+02:00（夏令时）。

## 行政
尚布勒托的邮政编码为85500，INSEE市镇编码为85048。

## 政治
尚布勒托所属的省级选区为塞夫尔河畔莫尔塔涅县。

## 人口

1962-2008年间尚布勒托人口变化图示

尚布勒托于2018年1月1日时的人口数量为1567人。